# Banca Vicens
La Banca Vicens, situada al carrer Sant Francesc número 10 de la ciutat d'Alcoi (l'Alcoià), País Valencià, va ser una entitat bancària fundada en 1848 a Alcoi per Antonio Vicens Varela (1807-1865).

## Història
El nom oficial de l'entitat era Banca Antonio Vicens y Compañía i posteriorment Banca de la Viuda de Antonio Vicens. En 1918, comptava amb deu empleats a la seu central d'Alcoi.
L'entitat va tindre una enorme influència en el teixit industrial i financer alcoià. Durant molts anys va ser l'entitat financera més important d'Alcoi i, fins i tot, va superar en préstecs a la Caixa d'Estalvis d'Alcoi i a la seu del Banc d'Espanya a Alcoi.
L'entitat tenia corresponsalies en diversos municipis com Cocentaina, Xixona, Benidorm, la Vila Joiosa, Ondara i Villena, a més d'oferir serveis financers en àrees on no tenia presència.
La banca Vicens va ser l'única que no va ser absorbida per entitats bancàries d'àmbit nacional des de la seua fundació. A partir dels anys 1930, a causa de la competència de la resta d'entitats bancàries que operaven a Alcoi, va decaure. La seua activitat arribà fins a la guerra civil espanyola. Amb posterioritat a la contesa, va desaparéixer a causa d'un important crèdit concedit al bàndol republicà, que va ser impagat i va arruïnar a l'entitat.

## Edifici
L'edifici de caràcter senyorial va ser construït l'any 1881 com a seu central de la Banca Vicens. Posseeix dues façanes realitzades en carreu, amb balconades de fosa.
La planta baixa, que actualment està ocupada per oficines, va albergar originalment les cavallerisses, la cotxera de la casa, el celler i la carbonera per a la calefacció. Hui dia ha estat rehabilitat i és l'actual seu de la Cambra de comerç d'Alcoi.